# Общество друзей Лувра
Общество друзей Лувра (фр. Société des Amis du Louvre) — ассоциация, основанная в 1897 году с целью пополнять коллекцию Лувра, приобретая на собранные пожертвования предметы, представляющие художественную, археологическую или историческую ценность.
Ассоциация ни юридически, ни административно не зависит от музея Лувра. Во Франции она признана общественно полезной ассоциацией (декрет от 14 сентября 1898 года), что, в частности, означает налоговые льготы для всех пожертвований в эту организацию.

## История

«Турецкая баня» Энгра, подаренная музею Обществом в 1911 году

В XIX веке во Франции получает распространение меценатство: коллекционеры, собиравшие произведения искусства для подчёркивания собственного статуса и обогащения, всё чаще передают свои сокровища публичным музеям. Многие современные музеи обязаны своим существованием и богатством своих коллекций этим дарам.
При III республике реформируется государственная администрация. Для управления музеями в 1895 году создаётся Государственное объединение музеев (современное название: фр. Réunion des musées nationaux et du Grand Palais des Champs-Élysées). Одновременно создаётся Музейная Касса (фр. la Caisse des Musées), с начальным капиталом в 500 000 франков, пополняемая доходами от инвестиций выручки продажи драгоценных камней королевских регалий, туда также направляются доходы от продаж гравёрной и муляжной мастерских музея. Два года спустя, в 1897 году, для работы с частными меценатами и их дарами создаётся Общество друзей Лувра.
Отдавая себе отчёт в ограниченности финансовых ресурсов, доступных Лувру для пополнения своих коллекций, и осознавая необходимость поддержки Государственного объединения музеев, основатели Общества рассчитывают на частную инициативу, которая, по их мнению, сможет помочь французскому музею конкурировать с более богатыми иностранными музеями, такими как Лондонская национальная галерея или Берлинская Старая национальная галерея. В следующем же году деятельности ассоциация получает налоговые привилегии для своих членов, чем существенно повышает свою привлекательность.
В отличие от аналогичных обществ друзей зарубежных музеев, Общество друзей Лувра ориентируется не на малое количество очень богатых людей, а наоборот, на максимально широкое участие французов в меценатстве. Минимальная сумма годового взноса изначально определяется в 20 франков (в 2021 году минимальная сумма взноса взрослого члена общества составляет 80€).

## Современное состояние

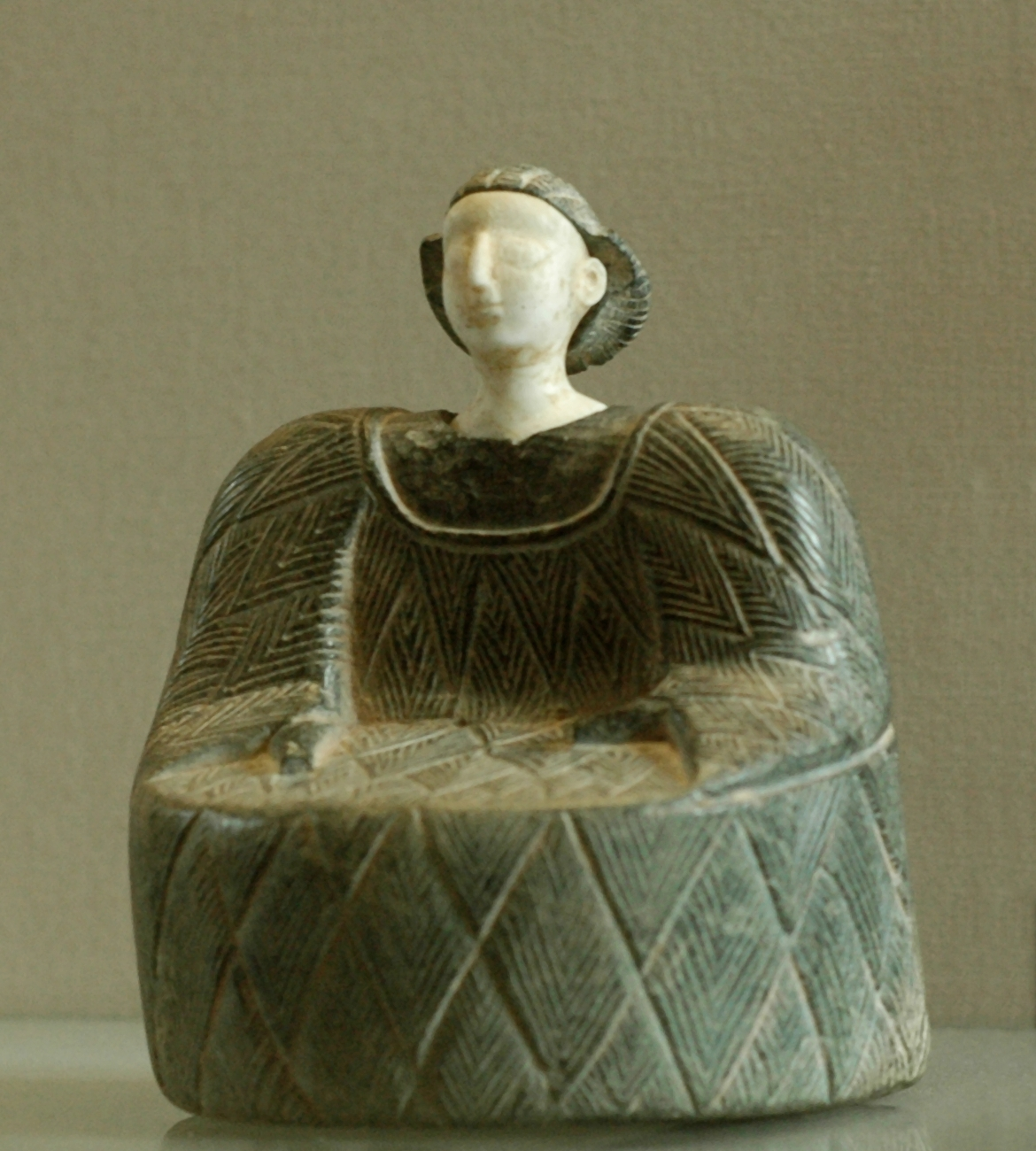
Принцесса Бактрии (начало II тысячелетия до нашей эры), дар 2003 года

Сегодня Общество друзей Лувра насчитывает около 60 000 членов, чьи взносы и пожертвования позволяют ему иметь годовой бюджет на приобретение произведений искусства в размере около 3 миллионов евро. В 2017 году общий бюджет Общества составил 8,5 млн евро. Это самый крупный частный меценат Лувра.
Политика приобретения произведений искусств ориентирована либо на приобретение произведения целиком, либо на наибольшее участие в покупке, чтобы действия ассоциации были лучше видны и проще идентифицируемы. Покупаемые Обществом произведения могут быть бесплатно переданы в Лувр, музей Эжена Делакруа или Лувр Абу-Даби.
В последнее время Общество друзей Лувра организует целевые сборы средств вне круга членов общества (программа «Все меценаты» — фр. Tous mécènes !). Средства направляются на покупку таких шедевров, как «Три грации», Тешенский стол или Часослов Франциска I. Собранные Обществом средства также позволили восстановить Нику Самофракийскую в 2013 году.

## Дары
Общество друзей Лувра подарило музею более 700 предметов искусства, в их числе: «Авиньонская пьета», приписываемая Ангеррану Картону, «Турецкая баня» Энгра, диадема императрицы Евгении и пр. Друзья Лувра также участвовали в покупке «Мастерской художника» Гюстава Курбе (вместе с самим Лувром).

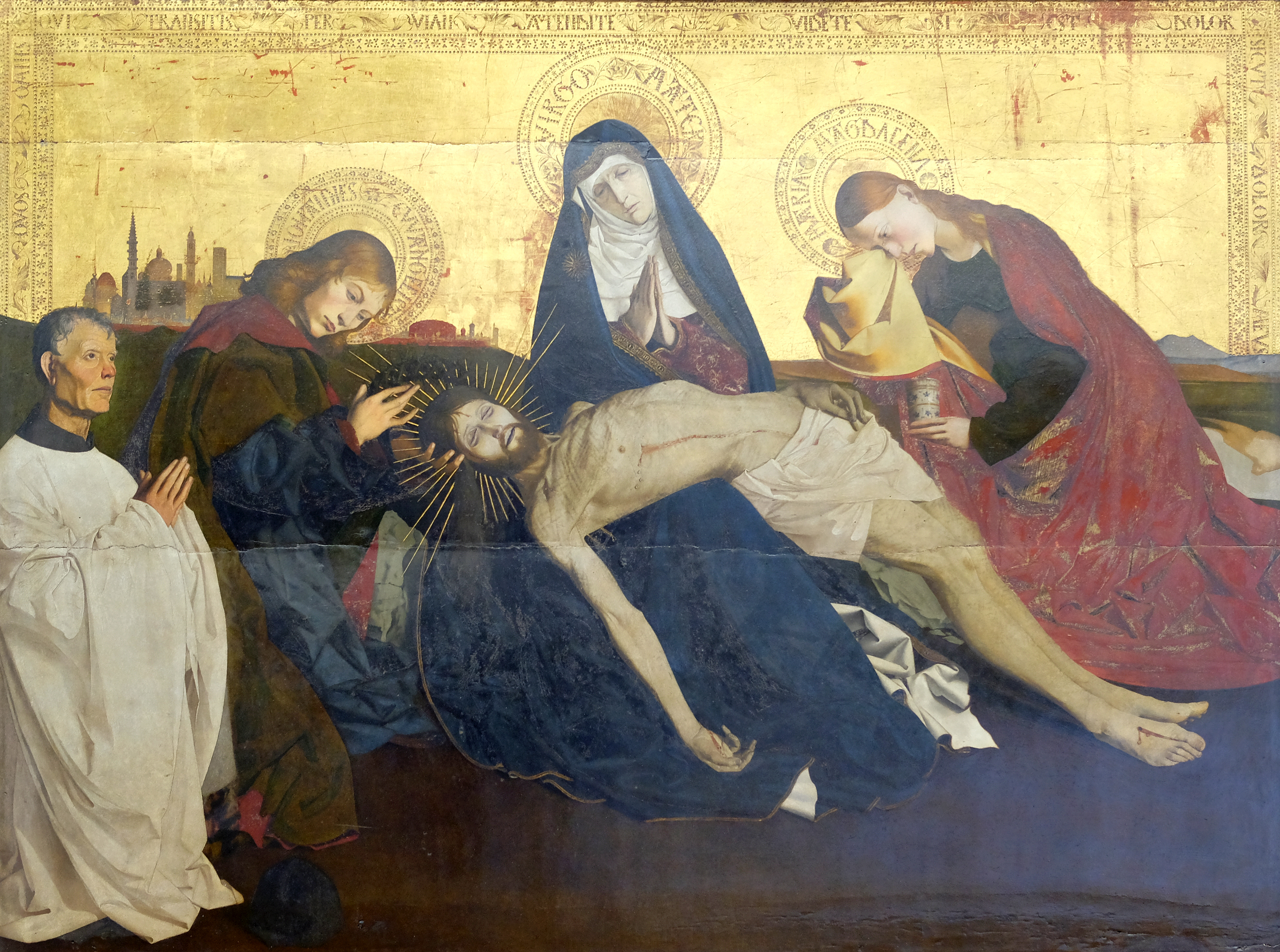
Авиньонская пьета Картона, дар 1905 года
Мастерская художника Курбе, дар 1919 года

После перераспределения произведений искусства французских государственных музеев во второй половине XX века, часть пожертвований Общества друзей Лувра оказалась на хранении в Музее Гиме (восточное искусство) и Музее Орсе (западное искусство после 1848 года).
В 1997 году, к столетию Общества друзей Лувра, была организована выставка «Меценаты тысячами» (фр. Des Mécènes par Milliers). На выставке было представлено около 300 произведений искусства, подаренных Лувру благодаря меценатству членов Общества.
Приобретённые Обществом произведения искусства представлены на его сайте.